# Matwei Wladislawowitsch Lukin
Matwei Wladislawowitsch Lukin (russisch Матвей Владиславович Лукин; * 27. April 2004) ist ein russischer Fußballspieler.

## Karriere

### Verein
Lukin begann seine Karriere bei ZSKA Moskau. Nachdem er sämtliche Jugendabteilungen durchlaufen hatte, rückte er zur Saison 2022/23 in den Profikader der Moskauer. Sein Profidebüt gab er im August 2022 im Cup gegen Torpedo Moskau. Im Oktober 2022 debütierte er schließlich gegen Lokomotive Moskau auch in der Premjer-Liga.

### Nationalmannschaft
Lukin spielte zwischen 2020 und 2021 dreimal für russische Jugendnationalteams.